# الشعيب (حزم العدين)

تعديل مصدري - تعديل

الشعيب محلة تابعة لقرية القتيب، التابعة لعزلة بني وائل بمديرية حزم العدين إحدى مديريات محافظة إب في الجمهورية اليمنية، بلغ تعداد سكانها 59 حسب تعداد اليمن لعام 2004.